# Nônio Paterno
Nônio Paterno (em latim: Nonius Paternus) foi um oficial romano do século III, ativo sob o imperador Probo (r. 276–282). Nada se sabe sobre ele, exceto que em 279 foi nomeado para seu segundo consulado como cônsul posterior ao lado do imperador. Em seu consulado anterior, que possivelmente foi ordinário, ele deve ter sido cônsul sufecto. Ele possivelmente pode portanto ser associado ao homônimo que ocupou a posição em 267, ou o outro homônimo que ocupou-a em 269.